# Synagoga Poel-Cedek w Mohylewie
Synagoga Poel-Cedek w Mohylewie (ros. Поэль-Цедек) – synagoga znajdująca się na początku XX wieku w Mohylewie, w zaułku Makowieckim (ros. Маковецкий пер.).
Była to jedna z ponad czterdziestu synagog i domów modlitwy, funkcjonujących po I wojnie światowej w Mohylewie. Jej nazwa Poel-Cedek oznaczała dosłownie „prawy / sprawiedliwy robotnik” (hebr. ‏פּוֹעֵל צֶדֶק‎ po’el cedek). W synagodze mieścił się wzorcowy cheder I. G. Szulmana (ros. Иосиф Гиршев Шульман), w którym uczyło się ok. 60 uczniów (najwięcej ze wszystkich chederów w Mohylewie).
W latach 30. XX w. wszystkie synagogi w Mohylewie zostały zamknięte przez władze radzieckie.